# Astroblepus stuebeli
Astroblepus stuebeli är en fiskart som först beskrevs av Wandolleck, 1916.  Astroblepus stuebeli ingår i släktet Astroblepus och familjen Astroblepidae. Inga underarter finns listade.